# Benoît Lecouls
Pour le volleyeur français, voir Philippe Lecouls.

a Compétitions nationales et continentales officielles uniquement.

b Matchs officiels uniquement.
Dernière mise à jour le 22 août 2012.
Benoît Lecouls, né le 22 mars 1978 à Agen, est un joueur de rugby à XV international français qui évolue au poste de pilier. Il effectue l'essentiel de sa carrière professionnelle au Biarritz olympique et au Stade toulousain.
Avec le Stade toulousain, il remporte deux Coupe d'Europe en 2003 et 2010 ainsi qu'une fois le championnat de France en 2011. Avec Biarritz, il remporte deux fois le championnat en 2005 et 2006. 

## Biographie

### Carrière en club

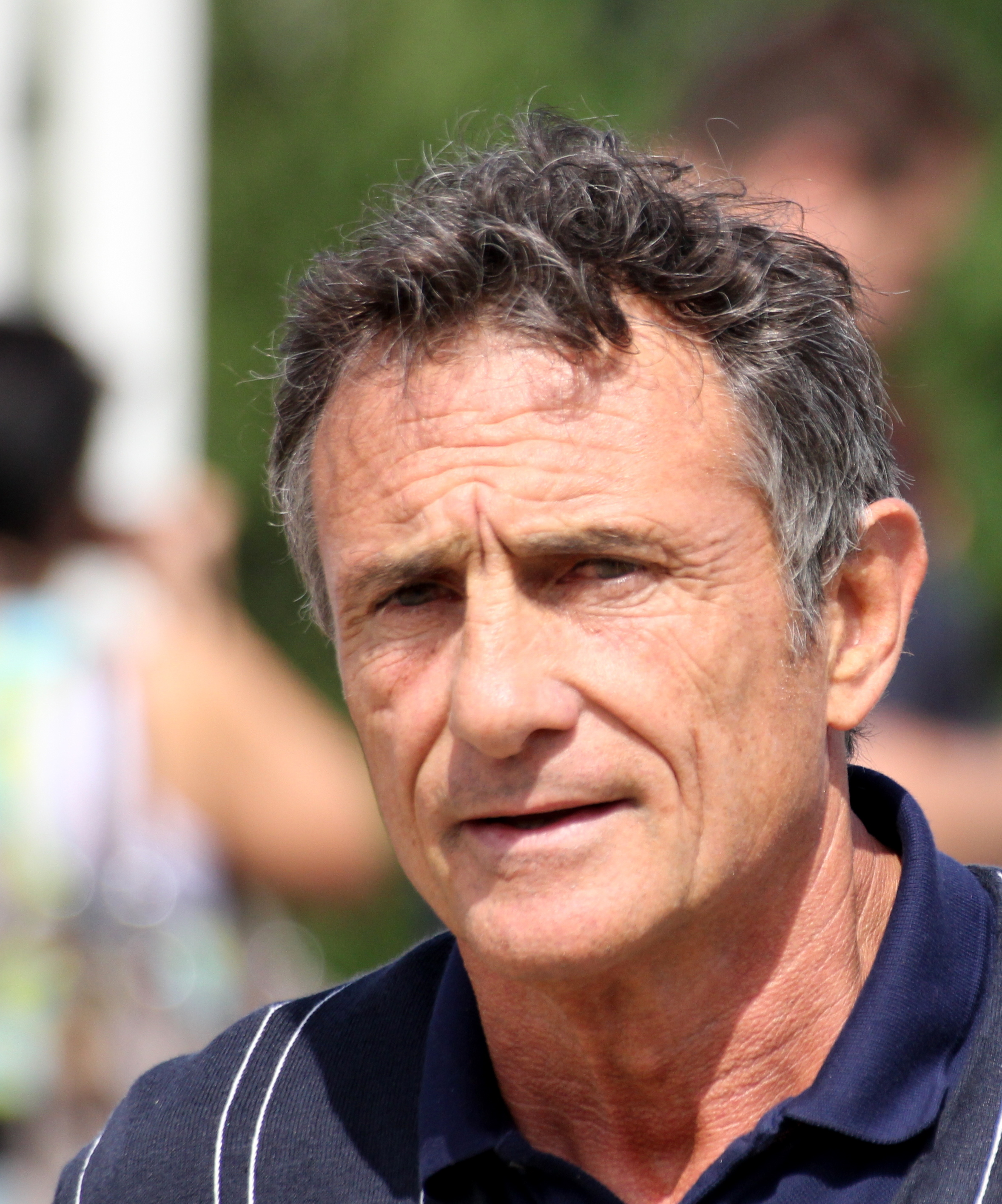
Guy Novès, ici en 2011, est l'entraîneur de Benoît Lecouls de 2001 à 2004 et de 2008 à 2011.

Le 24 mai 2003, il est titulaire avec le Stade toulousain en finale de la Coupe d'Europe au Lansdowne Road de Dublin face à l'USA Perpignan. Les toulousains s'imposent 22 à 17 face aux catalans et deviennent ainsi champions d'Europe.
Il a disputé 18 matchs de Coupe d'Europe avec le Stade Toulousain et 15 matchs avec le Biarritz olympique, puis 20 matchs de coupe d'Europe lors de son retour au Stade Toulousain en 2008. Il a également joué sept matchs de Challenge européen avec le SU Agen.
En juin 2011, il signe à l'Atlantique stade rochelais. En fin de saison 2011-2012, il prend sa retraite et devient conseiller des premières lignes jeunes du BO.

### Carrière en équipe nationale
Il a honoré sa première cape internationale en équipe de France le 28 juin 2008 contre l'équipe d'Australie.

### Avec les Barbarians
En mars 2007, il est sélectionné avec les Barbarians français pour jouer un match contre l'Argentine à Biarritz. Les Baa-Baas s'inclinent 28 à 14.

### Reconversion: spécialiste de la mêlée
En fin de saison 2011-2012, il prend sa retraite et devient conseiller des premières lignes du Biarritz olympique. Il intervient auprès des Reichel et des Espoirs, au niveau de la mêlée, et des joueurs de première ligne du centre de formation à partir de la saison 2012-2013. À partir de janvier 2013, il s'occupe aussi de la mêlée de l’équipe première. En mai 2016, son contrat n'est pas reconduit.
En 2013, il commence des études pour devenir ostéopathe. Il les termine par un mémoire intitulé « l'Ostéopathie peut-elle améliorer la performance de la mêlée en rugby ? ». Diplômé en décembre 2016, il a ouvert en janvier 2017 son cabinet à Anglet.
En 2016-2017, il fait une pige à Hendaye et glisse quelques conseils aux jeunes d'Anglet. En 2017, il rejoint le Blagnac rugby, sollicité par son ancien coéquipier Frédéric Michalak, propriétaire du club.
En 2019, il rejoindra l'encadrement du SU Agen en tant qu'entraîneur de la mêlée et ostéopathe.

## Statistiques

### Internationales
- 6 sélections en équipe de France
- Sélections par année : 5 en 2008, 1 en 2009
- Tournois des Six Nations disputés : 2009
- Équipe de France A : 1 sélection en 2002 (Australie A), puis sélections lors du tournoi des 6 nations

## Palmarès

### En club
- Stade toulousain
  - Vainqueur de la Coupe d'Europe en 2003 et 2010
  - Finaliste du Championnat de France en 2003
  - Vainqueur du Championnat de France en 2011
- Biarritz olympique
  - Vainqueur du Championnat de France en 2005 et 2006
  - Finaliste de la Coupe d'Europe en 2006

### En sélection nationale
- Champion du monde universitaire en 2001